# ادوارد آرتور میلن
ادوارد آرتور میلن (به انگلیسی: Edward Arthur Milne)(۱۴ فوریه ۱۸۹۶ - ۲۱ سپتامبر ۱۹۵۰))(تلفظ ‎/[invalid input: 'icon']ˈmɪln/‎)، عضو انجمن سلطنتی، اخترفیزیکدان و ریاضیدان انگلیسی بود.